# Diospyros chloroxylon
Diospyros chloroxylon är en tvåhjärtbladig växtart som beskrevs av William Roxburgh. Diospyros chloroxylon ingår i släktet Diospyros och familjen Ebenaceae. Utöver nominatformen finns också underarten D. c. chloroxylon.

## Bildgalleri

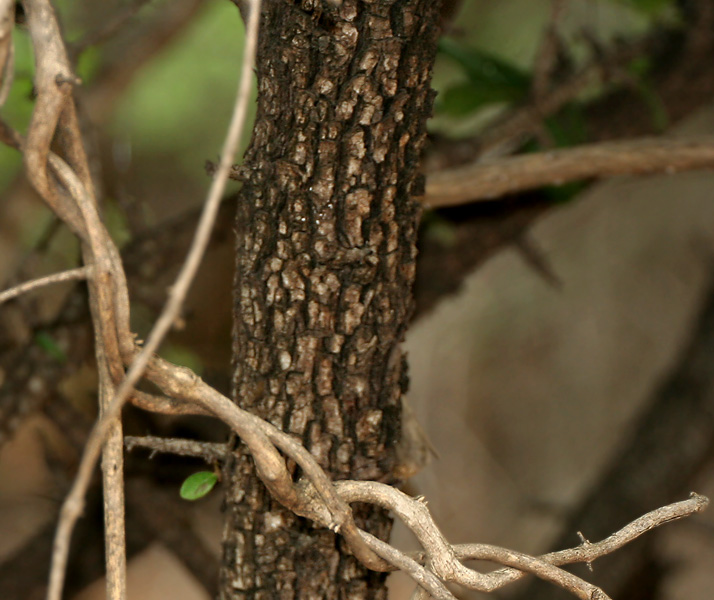
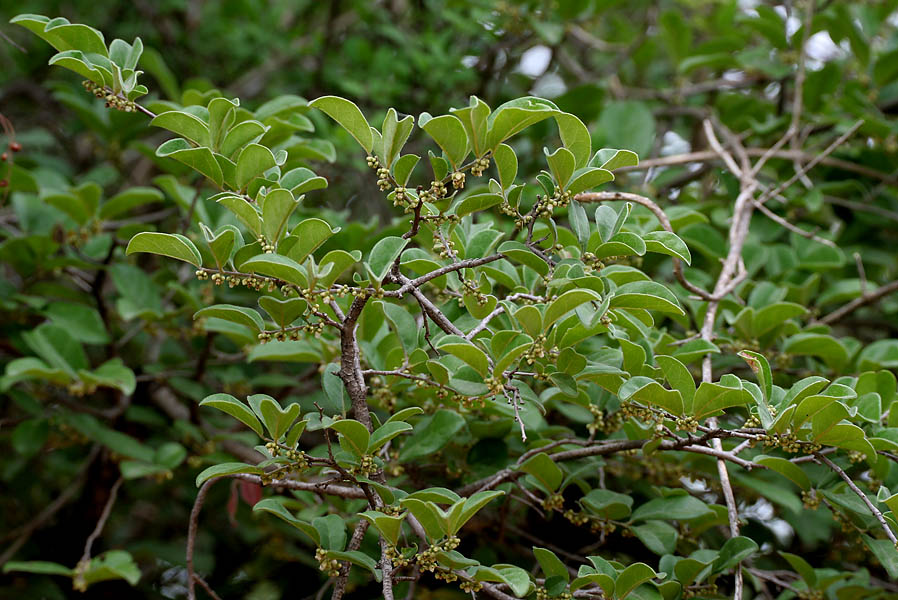
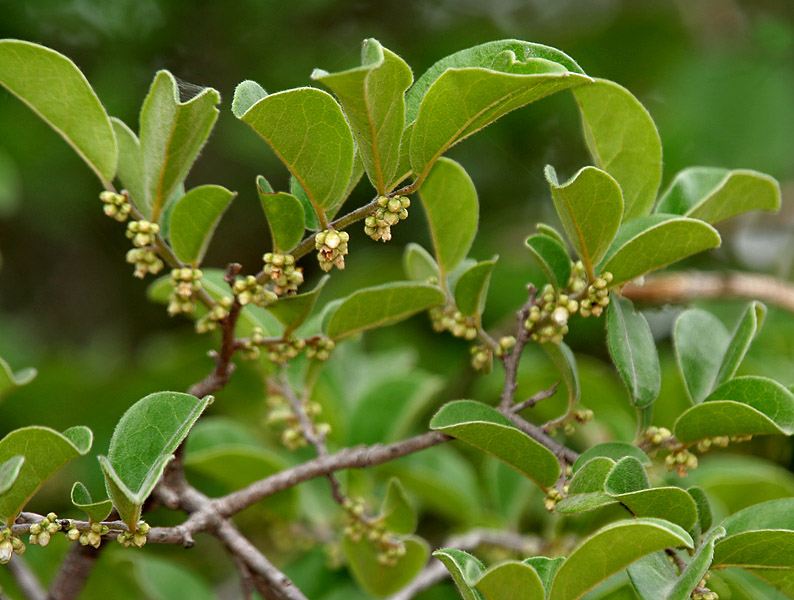
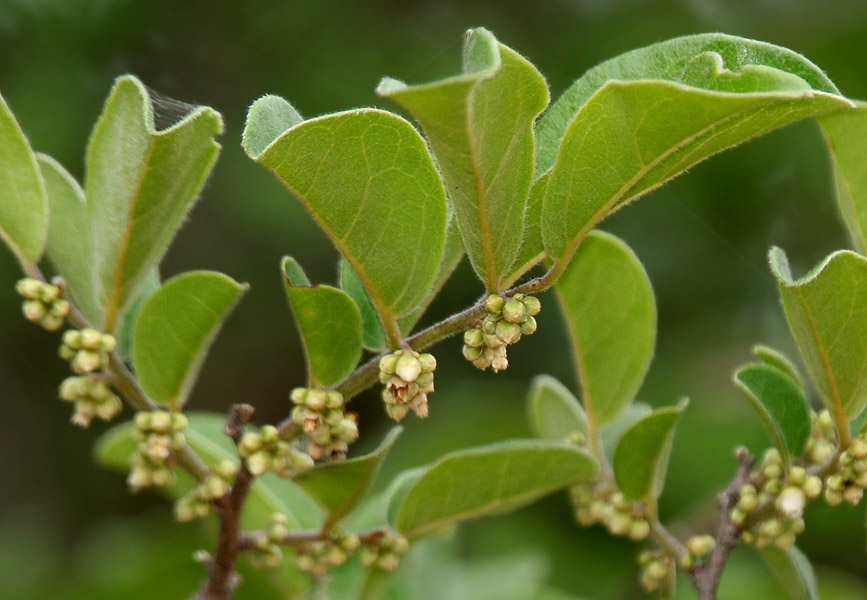
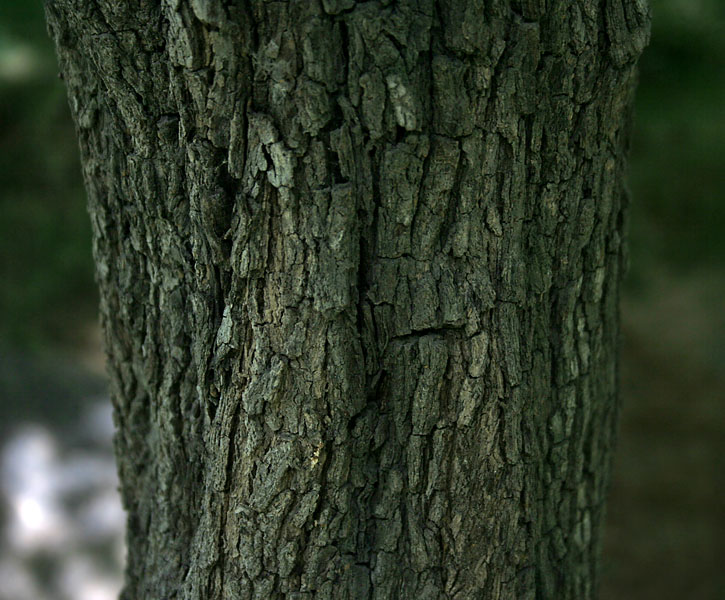
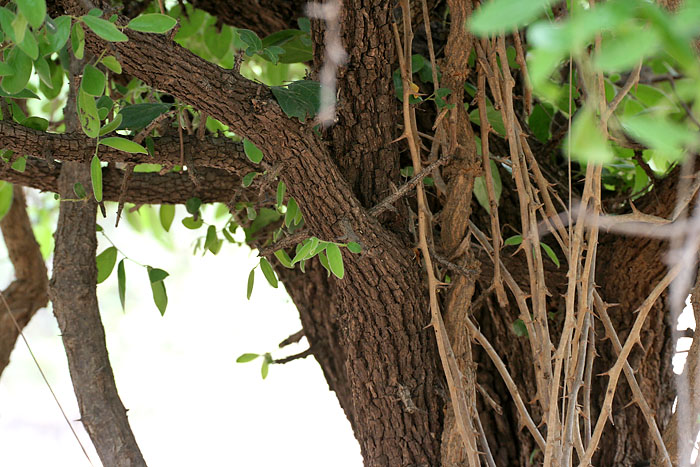